# Porcupine (South Dakota)
Porcupine (Lakota: pȟahíŋ siŋté) ist eine Siedlung auf gemeindefreiem Gebiet, die zu statistischen Zwecken als Census-designated place (CDP) geführt wird. Der Ort liegt im Oglala Lakota County im US-amerikanischen Bundesstaat South Dakota. Das U.S. Census Bureau hat bei der Volkszählung 2020 eine Einwohnerzahl von 925 ermittelt. 

## Geographie
Porcupine liegt auf 43°15'45" nördlicher Breite und 102°20'52" westlicher Länge. Die Stadt Rapid City befindet sich 120 Kilometer entfernt im Nordosten. Jeweils 25 Kilometer entfernt in südlicher Richtung liegen Pine Ridge und die Grenze zum Bundesstaat Nebraska. Der historische Ort Wounded Knee ist nur fünf Kilometer entfernt.

## Geschichtliches

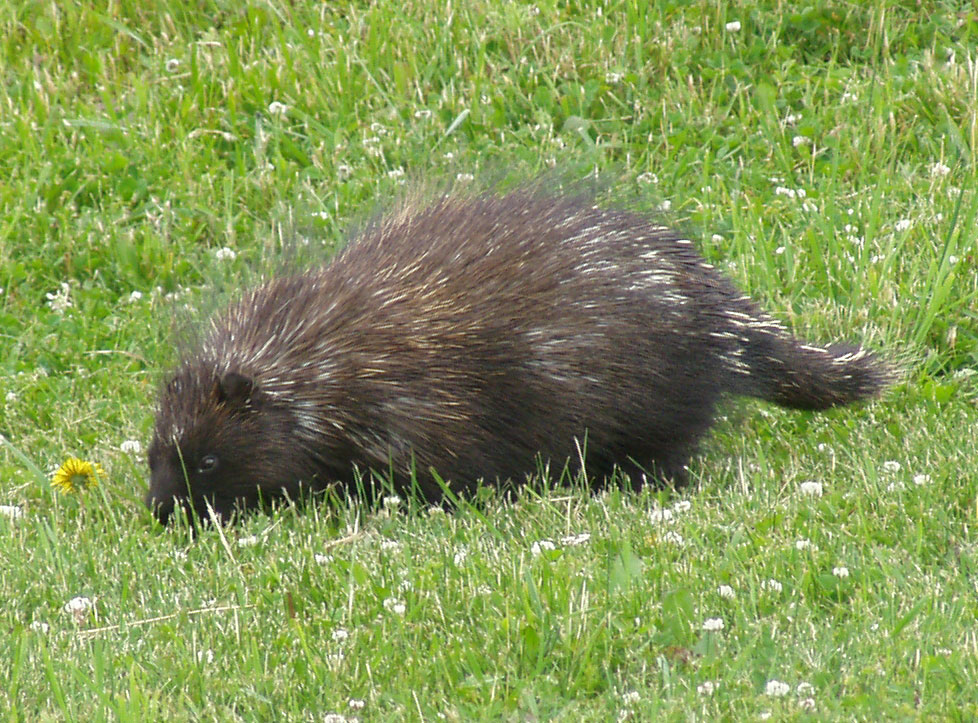
Nordamerikanische Stachelschwein
(Erethizon dorsatum) (engl. Porcupine, lakota pȟahíŋ)

Der Name des Ortes geht auf das Nordamerikanische Stachelschwein (Erethizon dorsatum) (engl. Porcupine) zurück, das in der Gegend zahlreich vorkommt. Mit einiger Phantasie ähneln auch die Umrisse des Ortes diesem Tier. Die Gegend war schon seit sehr langer Zeit von nordamerikanischen Ureinwohnern bewohnt, insbesondere von den Lakota, einem Volk aus der Sioux-Sprachfamilie. Das Gebiet ist Teil des Pine Ridge Reservates. Immer wieder kam es zu kriegerischen Auseinandersetzungen mit der US-Armee, die durch das Massaker im benachbarten Wounded Knee im Jahre 1890 traurige Berühmtheit erlangten.
Eine im Jahre 2007 von einer kleinen Gruppe von Separatisten einseitig als  Republic of Lakotah mit dem Sitz in Porcupine ausgerufene Unabhängigkeitserklärung wird derzeit international nicht anerkannt.

## Demografische Daten
Im Jahre 2010 wurde eine Einwohnerzahl von 1062 Personen ermittelt, was eine Steigerung um 160,9 % gegenüber dem Jahre 2000 bedeutet. Das Durchschnittsalter der Einwohner betrug 2010 22,4 Jahre, was vergleichsweise niedrig ist, da das Durchschnittsalter des Bundesstaates South Dakota zum gleichen Zeitpunkt 40,7 Jahre betrug.
Die heutigen Bewohner des Ortes stammen zu etwa 97 % von nordamerikanischen Ureinwohnern ab.

## Persönlichkeiten
- Moses Brings Plenty (* 1969), Schauspieler und Musiker indigener Abstammung